# Ашхабадский троллейбус
Ашхаба́дский тролле́йбус — закрытая троллейбусная система городского общественного транспорта в столице Туркменистана Ашхабаде, функционировавшая с 19 октября 1964 года по 1 января 2012 года.

## История
Троллейбус в столице Туркменистана открыт 19 октября 1964 года. Движение открывали машины ЗиУ-5 по двум маршрутам. В последующие годы сеть быстро расширялась — в 1968 году открыт маршрут № 3, в 1969 — № 4, в 1970 — № 5, а в 1971 году открыты маршруты № 6 и 7. Последний, 8-й маршрут, открыт в 2000 году, а затем сеть начала сокращаться из-за постоянных строек и ремонтов Так, с 2011 года в городе начались работы по реконструкции развязок по Магистральной улице, из-за чего троллейбусное движение было приостановлено. Поскольку проспекты проектировались очень широкими, после реконструкции не было возможности установить столбы надлежащей несущей способности для удержания контактной сети, в то же время срочной реконструкции требовала подстанция, срок службы которой подходил к 50 годам. С начала 2012 года троллейбусное движение закрыто.
Последнее время работал только один длинный маршрут № 1, который связывал противоположные концы города и делал оборот за полтора часа. Выпуск на него составлял 22 машины в будни и 18 по выходным. Интервал движения — каждые 4-5 минут. Путь следования: Депо — ул. Агзыбирлик — ул. Гёроглы — ул. Тегеранская — просп. Махтумкули — ул. Баба Ананова — Атамурат Ниязов — Автокомбинат. Контактная сеть для остальных маршрутов висела во многих местах — отсутствие движения там объяснялось ремонтами в городе. Кроме того, при восстановлении сети планировалось перенаправить маршруты таким образом, чтобы они шли как можно прямее. Считая, что таким образом они будут более эффективны, так как можно было бы быстро добраться в разные концы города без петляний.
Система оплаты проезда была необычна и сходна с системой оплаты проезда в Иране. Билеты покупались на остановке или у водителя, а на выходе отдавались водителю, который выбрасывал их в урну. Проездные билеты тоже существовали.

## Подвижной состав
Подвижной состав на момент закрытия системы — Škoda 14TrM. 46 машин поступили в 2000 году, получив номера 001—046. Ранее в столице работали и другие модели:
- ЗиУ-9 — точное количество неизвестно, до поступления «Шкод» они составляли основу парка. Списаны в 2008 году.
- ЗиУ-10 — поступили в 1996 году в количестве 10 штук и проработали до 2008 года.
- ЛАЗ-52522 — в 1996 году поступило 4 машины № 060 — 063. Проработали до 2008 года.
- ЮМЗ Т2 — 10 машин поступило в 1994 году. Вначале оказались неприспособленными к жаркому климату Ашхабада, и были переделаны усилиями работников депо. Работали до 2008 года.

На территории депо долгое время сохранялся частично разукомплектованный троллейбус ЗиУ-5, однако после 2015 года он был утилизирован. 
Всего за историю Ашхабада в город поступило около 250 машин производства ЗиУ (ЗиУ-5 ЗиУ-682, ЗиУ-10)
В 2009 году город получил для испытаний новый образец троллейбуса 4-го поколения — АКСМ-420 «Витовт», но впоследствии машина была возвращена производителю. По состоянию на 2011 год, парк машин был составлен исключительно из троллейбусов Škoda 14TrM, введённых в состав в 2000 году. Закупка новых троллейбусов была профинансирована Всемирным банком. На 2025 год троллейбусы сохранены, находятся в ожидании списания и дальнейшей утилизации или продажи.

## Маршруты
По состоянию на 2009 год в городе было семь маршрутов:
- 1. 6-й микрорайон — ул. Героголы/Павлова
- 2. Вокзал — Ботанический сад
- 3. Вокзал — ул. Энгельса
- 4. 10-й и 11-й микрорайоны — Бульвар Космонавтов
- 5. 10-й и 11-й микрорайоны — ул. Героголы/Чехова
- 6. Бульвар Космонавтов — ул. 3-я Пятилетка
- 10. Проспект Ленина — Вокзал